# 羅克馬特 (喬治亞州)
羅克馬特（英語：Rockmart）是一個位於美國喬治亞州波爾克縣的城市。

## 地理
羅克馬特的座標為34°00′14″N 85°02′57″W / 34.00389°N 85.04917°W，而該地的平均海拔高度為238米（即781英尺）。

## 人口
根據2010年美國人口普查的數據，羅克馬特的面積為11.30平方千米，當中陸地面積為11.20平方千米，而水域面積為0.10平方千米。當地共有人口4199人，而人口密度為每平方千米371.59人。